# Piazza Grande/Convento di pianura
Piazza Grande/Convento di pianura è un singolo di Lucio Dalla pubblicato in Italia nel 1972.

## Descrizione
La musica del brano Piazza Grande venne scritta da Dalla con Ron e il testo venne scritto da Gianfranco Baldazzi e Sergio Bardotti ai quali era stato inizialmente detto che la canzone, la quale avrebbe dovuto intitolarsi America, doveva trattare del Mayflower e dei Padri Pellegrini; ai due parolieri però non venne in mente nulla fino a quando Baldazzi non ebbe l'ispirazione parlando con un senzatetto che gli raccontò di vivere su una panchina in una piazza di una città italiana. Il brano venne presentato al Festival di Sanremo del 1972 dove si classificò all'ottavo posto.

## Tracce
Lato A
1. Piazza Grande – 3:14 (testo: Gianfranco Baldazzi e Sergio Bardotti – musica: Lucio Dalla e Ron; edizioni musicali Amici del Disco)

Lato B
1. Convento di pianura – 3:52 (testo: Paola Pallottino – musica: Lucio Dalla; edizioni musicali Amici del Disco)

## Classifiche

### Piazza Grande
| Classifica (2012) | Posizione massima |
| ----------------- | ----------------- |
| Italia            | 7                 |